# 东方有线

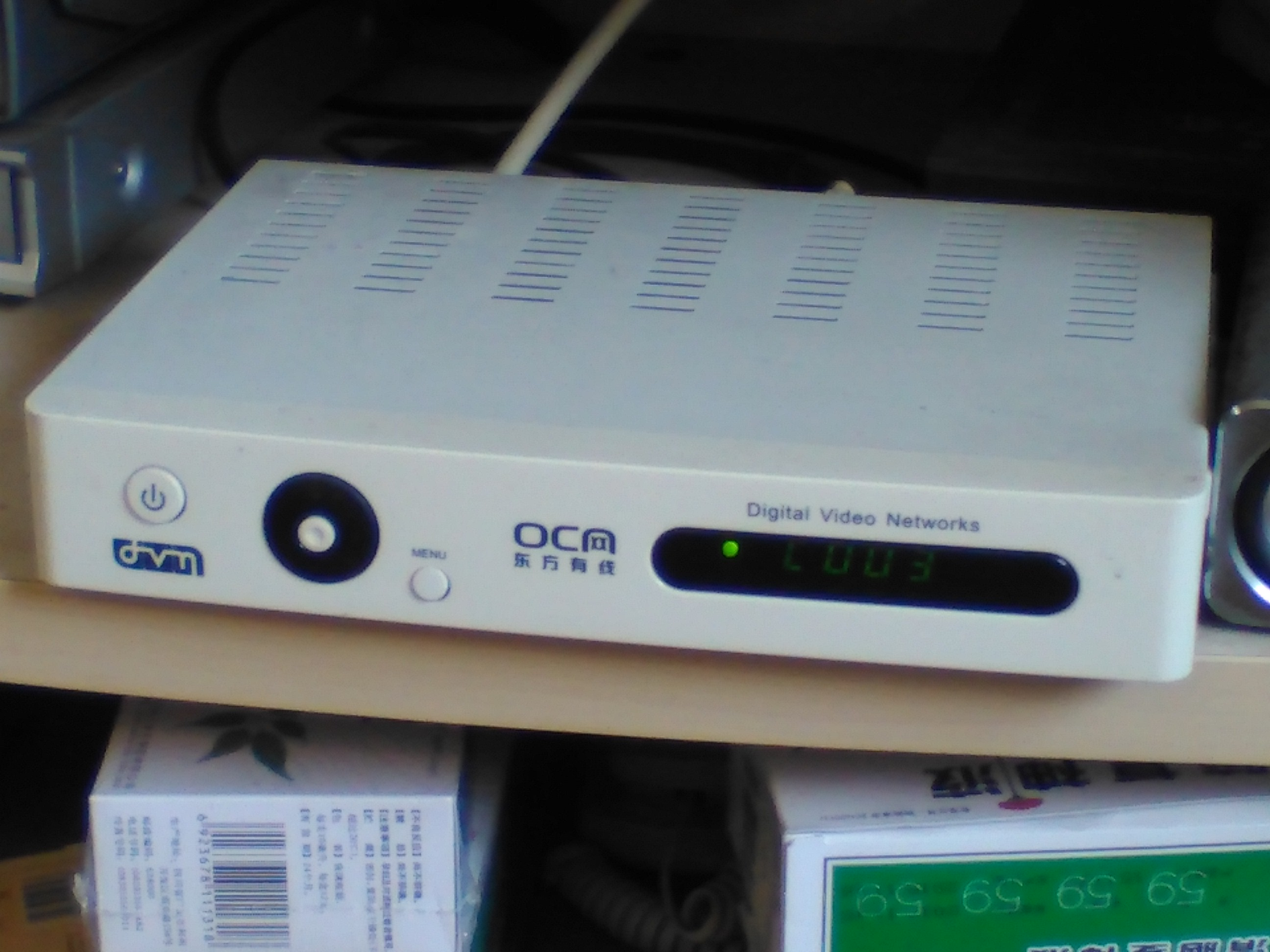
东方有线机顶盒

东方有线网络有限公司（英語：Oriental Cable Network Co., Ltd.，OCN），简称东方有线，前身是上海有线电视台网络部，成立于1992年，目前为中国大陆有线网络中规模最大、业务最全、效益最好的基础网络运营商之一，提供诸多有线電視网络服务，旗下包括9个分公司、3家参股子公司及9个控股子公司。现为上海东方明珠新媒体股份有限公司的子公司。

## 历史

### 有线电视台时期

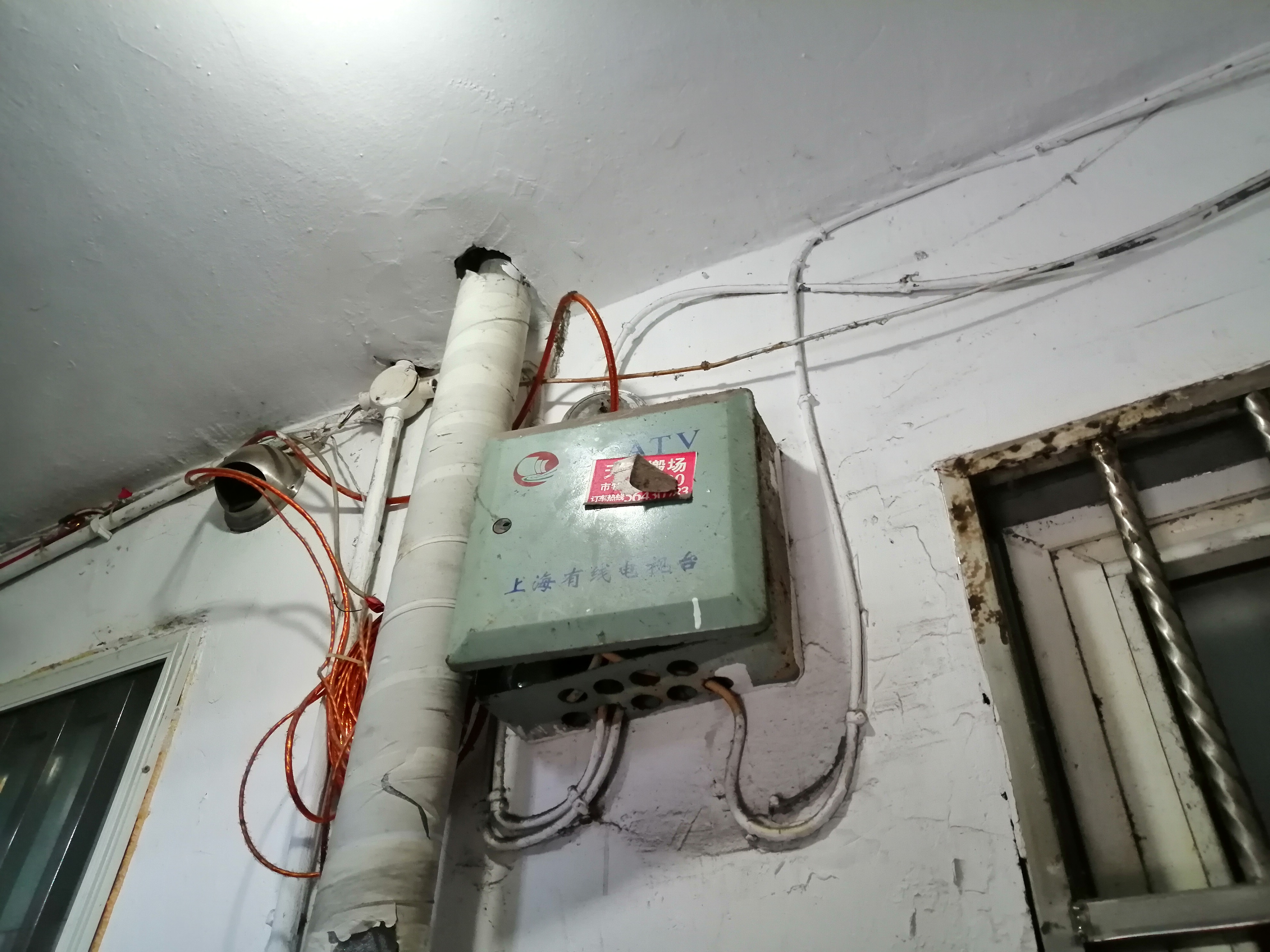
原上海有线电视台时期的线箱，线箱上标有上海有线电视台台标

1980年代，上海有线电视发展迅速，当年几乎每家每户都装有有线电视。在上海，有线电视主要有两种情况：一是接收、传送无线电视节目，改善电视收看质量，扩大电视有效覆盖面；二是除接收、传送无线电视节目外，另辟时间播放录像片和自制节目。但由于许多社区、企业的有线电视处于自建自管的自发状态，存在节目格调低、质量差、设计施工队伍素质参差不齐，缺乏管理，施工、安装无统一规格，也无验收制度，工程质量差，技术故障多、线路建设缺乏长远规划，线路架设、播出设施的建设各自为政，各个技术环节的指标没有统一的规范等问题，给今后全市联网造成很大困难。为此，在1990年11月和1991年4月，上海市广播电视局先后转发了广播电影电视部的《有线电视管理暂行办法》、《〈有线电视管理暂行办法〉实施细则》，之后又建立了上海市有线电视台筹备小组、制订了《上海市有线电视技术规划》、《上海市有线电视设计、安装、施工、验收、管理暂行规定》，并在有关部门的支持下整顿设计和施工单位，审核并重新认定有线电视台，发放许可证，强化节目管理。同时创办、发行《有线电视报》。由此，上海有线电视开始健康协调发展。
1992年10月26日，广电部地方司根据上海市广播电视局《关于尽快建立上海有线电视台的请示》，批复同意建立上海有线电视台。11月26日，上海有线电视台开始试播，12月26日正式开播。开播初期，上海有线台共设10个频道，其中转播中国中央电视台、上海电视台和云南、贵州、四川、西藏电视台等9套节目；自办1套综合节目。之后在1993年7月1日开播信息频道，同年12月12日开播体育频道（现上海广播电视台五星体育频道）。
1998年2月4日，随着崇明县（现崇明区）有线电视网络的开通，上海全市全部实现有线电视联网。
原上海有线电视台共设有6套自办节目。2001年7月1日，上海有线电视台建制撤销，有关人员并入上海电视台；原有线台旗下6套电视频道转为上海电视台、上海东方电视台所有（现已整合为上海广播电视台）。6套自办节目分别是：
- 上海有线一台：现上海广播电视台东方影视频道
- 上海有线二台：现上海广播电视台第一财经频道
- 上海有线三台：现上海广播电视台五星体育频道
- 上海有线四台：现上海广播电视台外语频道
- 上海有线五台：现东方购物频道（一套）
- 上海有线六台：现上海广播电视台纪实人文频道

### 网台分离后
- 1998年，上海有线电视台实行“网台分离”，上海有线电视台网络部改制为上海市有线网络有限公司。上海市有线网络有限公司成立时由上海有线电视台控股[4]。
- 1999年，根据国务院82号文，上海被确定为国内最早的“三网融合”试点城市，上海随后进行了三网融合工程。同年有线通宽带业务正式进入市场。[6]
- 2001年，推出全国首个付费电视服务；2002年，有线电视信号覆盖上海远郊乡村。
- 2003年，公司更名为现名。
- 2005年，启动数字电视整体转换试点。[7]
- 2007年，完成崇明村村通工程。
- 2008年，推出互动电视、高清电视服务。
- 2009年，在上海率先建设中国下一代广播电视网；预计在2015年，实现全市600万户NGB网络全覆盖。[8][9]
- 2011年，完成郊区网络整合[10]。

## 业务
- 有线数字电视
- 互动电视
- 下一代广播电视网
- 宽带：分为有线通、光视通、E家通、宽视通以及个人宽带内容服务。
- 企业数据：分为以太专网、SDH专网、MPLS专网、VPDN专网、光纤因特网专线、商业楼宇因特网专线和驻地光纤因特网专线[11]